# Anoplodactylus guachaquitae
Espèce
Anoplodactylus guachaquitae est une espèce de pycnogonides de la famille des Phoxichilidiidae.

## Distribution
Cette espèce est endémique de la côte caraïbe de la Colombie.

## Référence
- Müller & Krapp, 2009 : The pycnogonid fauna (Pycnogonida, Arthropoda) of the Tayrona National Park and adjoining areas on the Caribbean coast of Colombia. Zootaxa, n. 2319, p. 1–138.